# Giełda Papierów Wartościowych w Dżakarcie
Giełda Papierów Wartościowych w Dżakarcie (indonez. Bursa Efek Jakarta – BEJ, ang. Jakarta Stock Exchange – JSX) – giełda papierów wartościowych w Indonezji; zlokalizowana w stolicy kraju – Dżakarcie.
W 2007 roku została połączona z giełdą w Surabai, tworząc Indonezyjską Giełdę Papierów Wartościowych.